# Annette Maria Klein
Annette Maria Klein (* 1976 in Karlsruhe) ist eine deutsche Psychologin. Sie ist Professorin für Entwicklungspsychologie an der International Psychoanalytic University Berlin.

## Leben und Wirken
Annette Maria Klein begann ihr Studium der Psychologie 1996 an der Georg-August-Universität Göttingen und setzte es ab 1998 an der Friedrich-Schiller-Universität Jena fort, wo sie 2002 ihr Diplom mit einer Arbeit zu Freundschafts- und Geschwisterbeziehungen im Erwachsenenalter abschloss.
Von 2003 bis 2006 absolvierte sie ein Promotionsstudium in Psychologie an der Ludwig-Maximilians-Universität München und war gleichzeitig als wissenschaftliche Mitarbeiterin und Doktorandin am Max-Planck-Institut für psychologische Forschung in der Forschungsgruppe Entwicklung von Kognition und Handlung tätig. Mit ihrer Dissertation mit dem Titel „Der Einfluss von Handlungseffekten auf die Handlungswahrnehmung und -steuerung im ersten Lebensjahr“ promovierte sie 2006 an der LMU München.
Anschließend arbeitete sie von 2006 bis 2007 als wissenschaftliche Mitarbeiterin am Max-Planck-Institut für Kognitions- und Neurowissenschaften in den Bereichen Psychologie und Entwicklungsforschung. Von 2007 bis 2018 war sie als wissenschaftliche Mitarbeiterin und Forschungskoordinatorin an der Universitätsklinik und Poliklinik für Psychiatrie, Psychotherapie und Psychosomatik des Kindes- und Jugendalters in Leipzig tätig.
Parallel zu ihren ersten beruflichen Stationen absolvierte sie von 2014 bis 2022 eine Ausbildung zur Psychologischen Psychotherapeutin mit Schwerpunkt tiefenpsychologisch fundierte Psychotherapie sowie Kinder- und Jugendlichenpsychotherapie und -psychoanalyse am Sächsischen Institut für Psychoanalyse und Psychotherapie in Leipzig.
Seit Oktober 2017 ist sie Professorin für Entwicklungspsychologie an der International Psychoanalytic University Berlin.
Seit 2021 ist Annette Maria Klein Herausgeberin der Fachzeitschrift „Praxis der Kinderpsychologie und Kinderpsychiatrie“, die wissenschaftliche und praxisorientierte Beiträge zu psychogenen und psychosomatischen Störungen sowie zur psychotherapeutischen Behandlung von Kindern und Jugendlichen veröffentlicht.

## Arbeits- und Forschungsschwerpunkte
Annette Maria Klein erforscht die psychische Entwicklung von Kindern mit einem besonderen Fokus auf internalisierende Symptome und Störungen im Übergang vom Vorschul- zum Grundschulalter. Sie untersucht den Einfluss sozialer und biologischer Risikofaktoren, darunter elterliche Psychopathologie, Stressreaktivität und genetische Faktoren. Ein weiterer Schwerpunkt liegt auf der Eltern-Kind-Interaktion, insbesondere der Rolle des elterlichen Emotionsverständnisses und der Mentalisierungsfähigkeit für die kindliche Sozialkompetenz und emotionale Entwicklung.
Zudem befasst sie sich mit dem Zusammenhang zwischen sozial-kognitiven Fähigkeiten wie Theory of Mind und Mentalisierung und dem Auftreten von internalisierenden Störungen. Ein wichtiger Forschungsbereich ist die Evaluation der Psychoanalytischen Kurzzeittherapie (PaKT) für Kinder mit Angststörungen und Depressionen, einschließlich relevanter Einflussfaktoren und Therapieprozesse. Darüber hinaus untersucht sie die psychische Entwicklung unter Risikobedingungen, insbesondere nach Misshandlung oder Vernachlässigung, sowie die psychische Gesundheit und das prosoziale Verhalten von Kindern im Vorschul- und Grundschulalter anhand von Querschnitts- und Längsschnittstudien.

## Publikationen (Auswahl)
- mit Sarah Bergmann: Fathers’ Emotional Availability with Their Children: Determinants and Consequences. In: Hiram E. Fitzgerald, Kai von Klitzing, Natasha J. Cabrera, Júlia Scarano de Mendonça, Thomas Skjøthaug (Hrsg.): Handbook of Fathers and Child Development. Springer, Cham 2020, S. 315–337, ISBN 978-3-030-51026-8.
- Genetik und Gen-Umwelt-Interaktion psychischer Störungen am Beispiel der Depression. In: Elmar Brähler, Bernhard Strauß (Hrsg.): Enzyklopädie der Psychologie, Grundlagen der Medizinischen Psychologie. Hogrefe, Göttingen 2012, S. 769–800, ISBN 978-3801705770.
- mit Petra Hauf: Schauen, Staunen, Handeln - das Weltwissen der Babys. Verlag Herder, Freiburg 2008, ISBN 978-3451058967.
- Der Einfluss von Handlungseffekten auf die Handlungswahrnehmung und -steuerung im ersten Lebensjahr. Cuvillier Verlag, Göttingen 2006, ISBN 978-3-86537-812-5.